# Melbourne Track Classic 2022
Das Melbourne Track Classic 2022 war eine Leichtathletik-Veranstaltung, die am 19. März 2022 im Lakeside Stadium in der Hauptstadt des Bundesstaates Victoria, Melbourne stattfand. Es war die vierte Veranstaltung der World Athletics Continental Tour und sie zählt zu den Bronze-Meetings, der dritthöchsten Kategorie dieser Leichtathletik-Serie. Zudem ist sie Teil der Australian Athletics Tour Tour.

## Resultate

### Männer

#### 100 m
| Platz | Athlet             | Land | Zeit (s) |
| ----- | ------------------ | ---- | -------- |
| 1     | Jacob Despard      | AUS  | 10,11    |
| 2     | Joshua Azzopardi   | AUS  | 10,19    |
| 3     | Edward Osei-Nketia | NZL  | 10,24    |
| 4     | Jack Hale          | AUS  | 10,27    |
| 5     | Will Roberts       | AUS  | 10,31    |

Wind: +3,4 m/s

#### 200 m
| Platz | Athlet                | Land | Zeit (s) |
| ----- | --------------------- | ---- | -------- |
| 1     | Calab Law             | AUS  | 20,50    |
| 2     | Aidan Murphy          | AUS  | 20,67    |
| 3     | Jake Doran            | AUS  | 20,84    |
| 4     | Alex Hartmann         | AUS  | 20,90    |
| 5     | Jun Yamashita         | JPN  | 21,18    |
| 6     | Michael Romanin       | AUS  | 21,21    |
| 7     | Dhruv Rodrigues-Chico | AUS  | 21,25    |
| 8     | Cooper Sherman        | AUS  | 21,28    |

Wind: +2,2 m/s

#### 800 m
| Platz | Athlet                      | Land | Zeit (min) |
| ----- | --------------------------- | ---- | ---------- |
| 1     | James Preston               | NZL  | 1:47,39    |
| 2     | Jack Lunn                   | AUS  | 1:47,77    |
| 3     | Jye Perrott                 | AUS  | 1:47,78 SB |
| 4     | Jared Micallef              | AUS  | 1:47,94 SB |
| 5     | Dylan Stenson               | AUS  | 1:48,15 SB |
| 6     | Harry May                   | AUS  | 1:49,06    |
| 7     | Mikuto Kaneko               | JPN  | 1:49,33    |
| 8     | DeGras Amekata              | AUS  | 1:50,96    |
|       | Christian Davis (Pacemaker) | AUS  | DNF        |

#### Meile
| Platz | Athlet                    | Land | Zeit (min) |
| ----- | ------------------------- | ---- | ---------- |
| 1     | Mick Stanovsek            | AUS  | 3:59,45 SB |
| 2     | Callum Davies             | AUS  | 3:59,54 PB |
| 3     | Rorey Hunter              | AUS  | 4:00,19    |
| 4     | Matthew Hussey            | AUS  | 4:00,66 PB |
| 5     | Williams Lewis            | AUS  | 4:02,20 PB |
| 6     | Stefan Music              | AUS  | 4:02,73 PB |
| 7     | Isaac Heyne               | AUS  | 4:03,87 PB |
| 8     | Craig Huffer              | AUS  | 4:04,12 SB |
| 9     | Cameron Myers             | AUS  | 4:07,05 PB |
| 10    | Ryōji Tatezawa            | JPN  | 4:09,10 PB |
| 11    | Thomas Diamond            | AUS  | 4:13,58 PB |
|       | Thomas Thorpe (Pacemaker) | AUS  | DNF        |

#### 400 m Hürden
| Platz | Athlet          | Land | Zeit (s) |
| ----- | --------------- | ---- | -------- |
| 1     | Mark Fokas      | AUS  | 51,31    |
| 2     | Conor Fry       | AUS  | 51,73    |
| 3     | Luke Major      | AUS  | 52,59    |
| 4     | Kyle Bennett    | AUS  | 53,07 PB |
| 5     | Michael Tsotsos | AUS  | 53,20    |
| 6     | Hugo Hanak      | AUS  | 53,79    |
| 7     | Blake Dobay     | AUS  | 54,45 PB |

#### 3000 m Hindernis
| Platz | Athlet           | Land | Zeit (min) |
| ----- | ---------------- | ---- | ---------- |
| 1     | Kōsei Yamaguchi  | JPN  | 8:27,74 WL |
| 2     | Max Stevens      | AUS  | 8:30,90 SB |
| 3     | Matthew Clarke   | AUS  | 8:43,96    |
| 4     | Joe Burgess      | AUS  | 8:55,57 SB |
| 5     | Aidan Hobbs      | AUS  | 8:57,64 SB |
| 6     | Christopher Dale | AUS  | 9:03,47 PB |
| 7     | Toby O’Brien     | AUS  | 9:09,64 SB |
| 8     | Alexander Kwa    | AUS  | 9:19,98 PB |

#### Weitsprung
| Platz | Athlet            | Land | Weite (m) |
| ----- | ----------------- | ---- | --------- |
| 1     | Chris Mitrevski   | AUS  | 8,22 w    |
| 2     | Zane Branco       | AUS  | 7,80 SB   |
| 3     | Sam Taylor        | AUS  | 7,78 PB   |
| 4     | Blake Shaw        | AUS  | 7,74 w    |
| 5     | Oscar Miers       | AUS  | 7,60      |
| 6     | Amiru Chandrasena | AUS  | 7,59      |
| 7     | Liam Adcock       | AUS  | 7,56      |
| 8     | Liam Fairweather  | AUS  | 7,40      |
| 9     | Nicholas Hum      | AUS  | 7,19 PB   |

#### Kugelstoßen
| Platz | Athlet            | Land | Weite (m) |
| ----- | ----------------- | ---- | --------- |
| 1     | Damien Birkinhead | AUS  | 18,38 SB  |
| 2     | Aiden Harvey      | AUS  | 18,18 SB  |
| 3     | Daniel Green      | AUS  | 15,81     |
| 4     | Todd Hodgetts     | AUS  | 15,03     |
| 5     | Shane Carstairs   | AUS  | 14,54     |
| 6     | Christian Paynter | AUS  | 14,48     |

#### Speerwurf
| Platz | Athlet           | Land | Weite (m) |
| ----- | ---------------- | ---- | --------- |
| 1     | Cameron McEntyre | AUS  | 75,92     |
| 2     | Liam O’Brien     | AUS  | 75,58 SB  |
| 3     | Neil Janse       | AUS  | 73,57 SB  |
| 4     | Howard McDonald  | AUS  | 73,34     |
| 5     | William White    | AUS  | 73,24 SB  |
| 6     | Hamish Peacock   | AUS  | 71,85     |
| 7     | Oliver Blackburn | AUS  | 67,13 PB  |
| 8     | Saxon Ward       | AUS  | 65,90     |

### Frauen

#### 100 m
| Platz | Athlet            | Land | Zeit (s) |
| ----- | ----------------- | ---- | -------- |
| 1     | Celeste Mucci     | AUS  | 11,49 SB |
| 2     | Taylah Cruttenden | AUS  | 11,50 SB |
| 3     | Hayley Reynolds   | AUS  | 11,58 PB |
| 4     | Olivia Matzer     | AUS  | 11,77    |

Wind: +1,7 m/s

#### 200 m
| Platz | Athlet             | Land | Zeit (s) |
| ----- | ------------------ | ---- | -------- |
| 1     | Ella Connolly      | AUS  | 22,61    |
| 2     | Torrie Lewis       | AUS  | 22,93    |
| 3     | Bree Masters       | AUS  | 23,09    |
| 4     | Kristie Edwards    | AUS  | 23,13    |
| 5     | Rosie Elliott      | NZL  | 23,27    |
| 6     | Monique Quirk      | AUS  | 23,52    |
| 6     | Mia Gross          | AUS  | 23,52    |
| 8     | Nana Owusu-Afriyie | AUS  | 23,60    |

Wind: +4,0 m/s

#### 1500 m
| Platz | Athletin                    | Land | Zeit (min) |
| ----- | --------------------------- | ---- | ---------- |
| 1     | Abbey Caldwell              | AUS  | 4:09,07    |
| 2     | Natalie Rule                | AUS  | 4:09,13 PB |
| 3     | Sarah Billings              | AUS  | 4:09,73 PB |
| 4     | Amy Robinson                | AUS  | 4:13,34 PB |
| 5     | Nicola Hogg                 | AUS  | 4:15,35 PB |
| 6     | Rebekah Greene              | NZL  | 4:15,94 SB |
| 7     | Amy Bunnage                 | AUS  | 4:16,64 SB |
| 8     | Holly Campbell              | AUS  | 2:17,51    |
| 9     | Melissa Duncan              | AUS  | 4:19,90    |
| 10    | Lucinda Rourke              | AUS  | 4:19,98 PB |
| 11    | Caitlin Adams               | AUS  | 4:22,17 SB |
|       | Ellie Sanford (Pacemakerin) | AUS  | DNF        |

#### 400 m Hürden
| Platz | Athletin         | Land | Zeit (s) |
| ----- | ---------------- | ---- | -------- |
| 1     | Portia Bing      | NZL  | 55,76    |
| 2     | Isabella Guthrie | AUS  | 58,08 PB |
| 3     | Genevieve Cowie  | AUS  | 58,23 SB |
| 4     | Brodee Mate      | AUS  | 58,29 PB |
| 5     | Akiko Ito        | JPN  | 59,18 SB |
| 6     | Paige Elvey      | AUS  | 60,32 PB |
| 7     | Marli Wilkinson  | AUS  | 61,11 SB |
| 8     | Siena Farrell    | AUS  | 61,55    |

#### 3000 m Hindernis
| Platz | Athletin         | Land | Zeit (min)    |
| ----- | ---------------- | ---- | ------------- |
| 1     | Brielle Erbacher | AUS  | 9:39,79 WL PB |
| 2     | Georgia Winkcup  | AUS  | 9:41,52 SB    |
| 3     | Stella Radford   | AUS  | 9:45,72 PB    |
| 4     | Cara Feain-Ryan  | AUS  | 9:49,87       |
| 5     | Rosie Donegan    | AUS  | 10:12,25      |
| 6     | Charlotte Wilson | AUS  | 10:33,27      |
| 7     | Abigail Thomas   | AUS  | 10:45,11      |
| 8     | Laura McKillop   | AUS  | 10:45,55      |
| 9     | Abbie Butler     | AUS  | 10:58,27      |
| 10    | Sophie Coughlin  | AUS  | 11:07,46      |

#### Weitsprung
| Platz | Athletin         | Land | Weite (m) |
| ----- | ---------------- | ---- | --------- |
| 1     | Samantha Dale    | AUS  | 6,72 w    |
| 2     | Tomysha Clark    | AUS  | 6,37 w    |
| 3     | Brittany Carroll | AUS  | 6,31 w    |
| 4     | Annie McGuire    | AUS  | 6,20      |
| 5     | Chloe Grenade    | AUS  | 6,11      |
| 6     | Mia Scerri       | AUS  | 6,01      |
| 7     | Jessie Harper    | AUS  | 5,93      |

#### Speerwurf
| Platz | Athletin             | Land | Weite (m) |
| ----- | -------------------- | ---- | --------- |
| 1     | Mackenzie Little     | AUS  | 61,13 SB  |
| 2     | Kelsey-Lee Barber    | AUS  | 60,31     |
| 3     | Alexandra Roberts    | AUS  | 54,43 SB  |
| 4     | Mackenzie Mielczarek | AUS  | 52,82     |
| 5     | Christina Grun       | AUS  | 47,11 SB  |